# Dag Prawitz
Dag Prawitz, né le 16 mai 1936, est un philosophe et logicien suédois. Il est surtout connu pour ses travaux en théorie de la démonstration et en déduction naturelle.